# Chiesa di Santa Maria a Quarto (Firenze)
La chiesa di Santa Maria a Quarto è un luogo di culto cattolico che si trova in via dell'Osservatorio a Firenze, nella frazione di Quarto (che deve il nome al quarto miglio romano sulla via Cassia dalla città).
La chiesa ha un cimitero parrocchiale a poca distanza, in via del Gioiello 5.

## Storia
Documentata già dal XIII secolo, fu costruita in posizione elevata nel borgo al quarto miglio da Firenze sull'antica via Cassia in direzione di Prato. Era in origine dipendente dalla chiesa di Santo Stefano in Pane come cappellania; nel 1797 fu riconsacrata e divenne prioria. È stata oggetto di un restauro nel 1931.

## Descrizione
L'edificio conserva poche tracce della sua struttura originaria essendo stato restaurato più volte nel corso dei secoli.
La facciata della chiesa è a capanna ed è stretta fra due corpi di fabbrica. Presenta una divisione in tre fasce orizzontali tramite cornicioni: la fascia inferiore corrisponde al portico, di tre campate, coperto con volte a crociera ed aperto sulla parte anteriore con tre archi a tutto sesto poggianti su colonne tuscaniche; la fascia mediana presenta, al centro, un rosone circolare, affiancato da due finestre rettangolare; la fascia superiore è costituita dal frontone triangolare, con tracce di affreschi monocromi.
L'interno della chiesa, frutto dei restauri del 1931, ospita una grande vetrata policroma e una Madonna col Bambino, scultura lignea del XIV secolo.